# Plebanka (jezioro)
Plebanka (niem. Priester Fenn) – niemal okrągłe małe jezioro śródleśne, położone na południowy zachód od wsi Kołowo (województwo zachodniopomorskie, powiat gryfiński, gmina Stare Czarnowo), w centralnej części Wzgórz Bukowych, w Puszczy Bukowej. Wokół jeziora liczne punkty widokowe w kierunku Polany Binowskiej, Polany Kołowskiej i Równiny Wełtyńskiej. W pobliżu jeziora węzeł szlaków turystycznych ( Szlak Nadodrzański,  Szlak im. Stanisława Grońskiego oraz  Szlak PTTK „Wiercipięty”).